# 塔兰特县
塔蘭特縣（英語：Tarrant County）是美國德克薩斯州東北部的一個縣。面積2,324平方公里。根據美國人口調查局2010年數字顯示，人口有1,809,034人。塔蘭特縣是得克萨斯州第三大人口县，也是美国第15大人口县。縣治沃斯堡。
成立於1849年，縣名紀念擊敗印地安人的將領愛德華·H·塔蘭特。
塔兰特县是德克萨斯州达拉斯-沃斯堡-阿灵顿大都会区的一部分。

## 地理

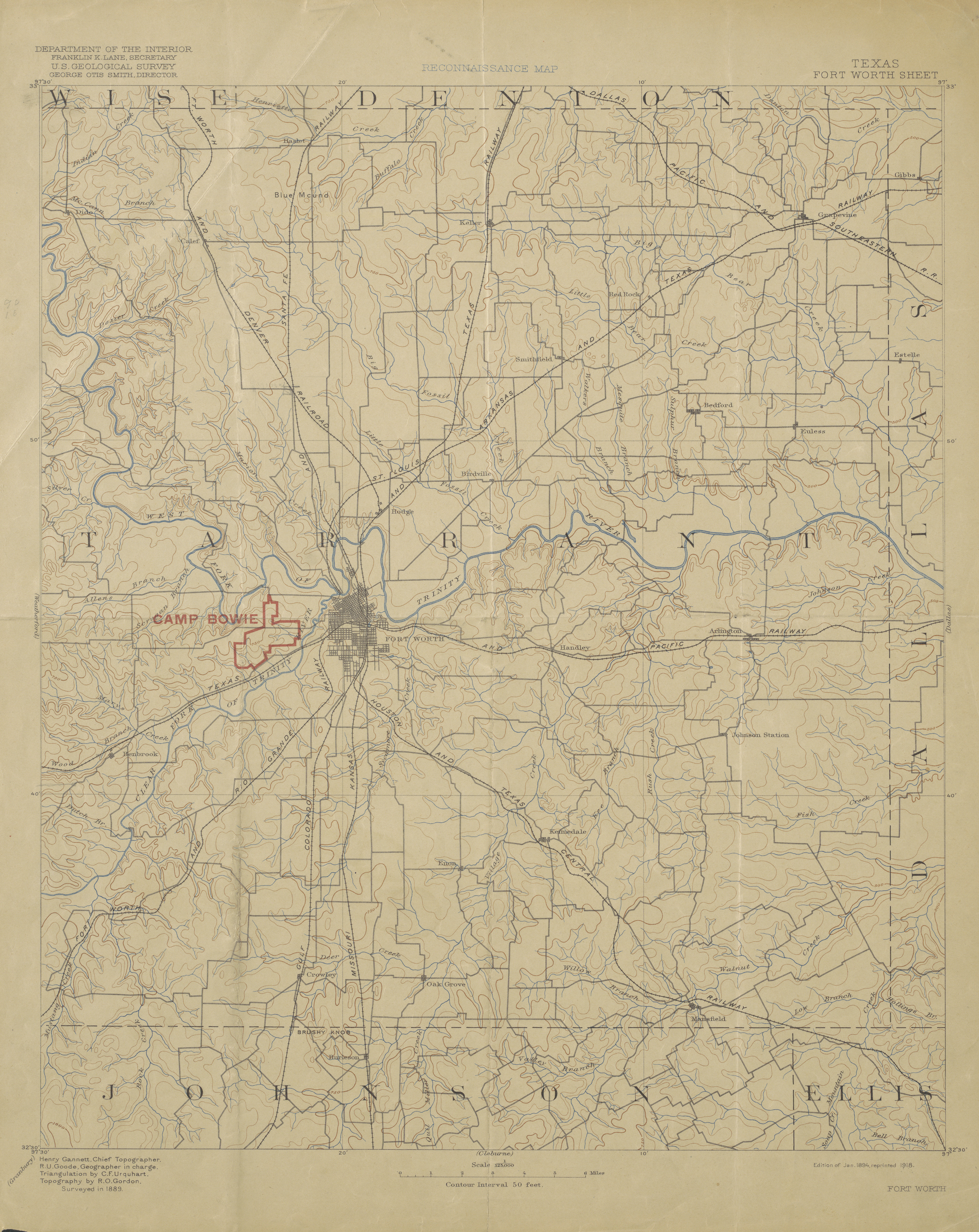
USGS Reconnaissance Map of Tarrant County, Texas, 1894

根據美國人口調查局數字顯示，该县面积为902平方英里（2,340平方），其中陆地面积为864平方英里（2,240平方），水域面积为39平方英里（100平方） ，占4.3%。

### 相邻县
- 登頓縣 (北边)
- 達拉斯縣 (东边)
- 埃利斯縣 (东南边)
- 約翰遜縣 (南边)
- 帕克縣 (西边)
- 懷斯縣 (西南边)